# Tycherus propinquus
Tycherus propinquus là một loài tò vò trong họ Ichneumonidae.